# Mayumi Morinaga
Mayumi Morinaga (森永真由美 Morinaga mayumi?) es una cantante de género J-Pop cuya carrera comenzó en 2007. Hizo su primer debut en bemani con la canción Mermaid girl en beatmania IIDX 18 Resort Anthem con Ryu☆. Fuera de Bemani, ella inclusive colabora con Yusuke Ceo, conocido como Xceon. También es parte del grupo Exit Tunes. también es la proovedora de voz de la VOCALOID MAYU

## Música principal
La siguiente lista muestra las canciones que fueron creadas por el mismo autor y también con los artistas que trabajó para su elaboración:

### Bemani
- beatmania IIDX
  - Mermaid girl
  - passionate fate
  - XANADU OF TWO
  - ANAGRAMS I to Y
  - Follow Tomorrow
  - Mermaid girl -秋葉工房MIX-
  - 恋する☆宇宙戦争っ!!
  - Fly you to the star
  - 狂イ咲ケ焔ノ華
  - キャトられ♥恋はモ～モク
  - トリカゴノ鳳凰
  - 旋律のドグマ～Misérables～
  - 罪と罰
  - 表裏一体！？怪盗いいんちょの悩み♥
  - 十六夜セツナ
  - 共鳴遊戯の華
  - Everlasting Last

- Dance Dance Revolution
  - COME BACK TO MY HEART
  - ずっとみつめていて (Ryu☆Remix)
  - Din Don Dan
  - ヤマトなでなで♡かぐや姫

- GITADORA
  - 羽根亡キ少女唄
  - フレッフレー♪熱血チアガール
  - †渚の小悪魔ラヴリィ～レイディオ† (GITADORA ver.)
  - 轟け！恋のビーンボール！！～96バット砲炸裂！GITADORAシリーズMVP弾！～ 
  - 今宵フラクタル
  - 時雨インソムニア

- jubeat
  - We're so Happy
  - †渚の小悪魔ラヴリィ～レイディオ†
  - Too Late Snow
  - Affection feat. Another Infinity
  - COME BACK TO MY HEART (Ryu☆Remix)
  - Lapis Lazuli
  - My Babe Bee
  - Rise From The Ashes
  - 夢現

- pop'n music
  - 朧
  - Realize Maze

- REFLEC BEAT
  - Mermaid girl (Ryu☆Remix)
  - STARS (Ryu☆Remix RRver.)
  - It's my Miracle
  - 愛は不死鳥の様に
  - サクラヨゾラ
  - contrail tail
  - はおち～♡カンフー娘の鉄拳フルコース!!
  - 光と幻影 (Xceon album ver.)
  - 幻影ノ消失

- SOUND VOLTEX
  - dreamin' feat.Ryu☆
  - 色は匂へど散りぬるを
  - 君にエールを…！(DJ UTO REMIX)
  - 月に叢雲華に風
  - 泡沫、哀のまほろば
  - アノ華咲クヤ
  - 最果てのコトバ
  - 夕立、君と隠れ処
  - 君色サブリミナル (Arranged: Iceon)

### Otros
- - 轟け！恋のビーンボール!! - (熱闘！BEMANIスタジアム)
  - 取り残された美術(Arranged:HiZuMi) - (BEMANI×TOHO project REITAISAI 2015)
  - In The Breeze - (BEMANI SUMMER DIARY 2015)